# The Velvet Underground (album)
The Velvet Underground este al treilea album al trupei americane de muzică rock, The Velvet Underground. A fost primul lor album pe care a cântat Doug Yule ca înlocuitor al lui John Cale. A fost înregistrat în 1968 la studiourile TTG în Hollywood, California, și constituie o schimbare radicală față de precedentele materiale ale formației, fiind mai "soft" și mai accesibil pentru publicul larg. În 2003, albumul a fost clasat pe locul 314 în Lista celor mai bune 500 de albume ale tuturor timpurilor stabilită de revista Rolling Stone. 

## Tracklist
1. "Candy Says" (4:04)
2. "What Goes On" (4:55)
3. "Some Kinda Love" (4:03)
4. "Pale Blue Eyes" (5:41)
5. "Jesus" (3:24)
6. "Beginning to See the Light" (4:41)
7. "I'm Set Free" (4:08)
8. "That's the Story of My Life" (1:59)
9. "The Murder Mistery" (8:55)
10. "After Hours" (2:07)

- Toate cântecele au fost scrise de Lou Reed.

## Single
- "What Goes On" (1969)

## Componență
- Lou Reed - chitară solo și ritmică, pian, solist vocal
- Sterling Morrison - chitară ritmică și solo, voce de fundal
- Maureen Tucker - percuție, voce pe "After Hours", voce de fundal
- Doug Yule - chitară bas, orgă, voce pe "Candy Says", voce de fundal